# Лааксо, Маркку
Маркку Лааксо (фин. Markku Laakso; род. 1978, Лаппеэнранта, Финляндия) — финский дирижёр.

## Биография
Окончил Академию им. Сибелиуса в Хельсинки по классу скрипки и продолжил обучение в Санкт-Петербургской государственной консерватории им. Н. А. Римского-Корсакова, где стажировался на факультете оперно-симфонического дирижирования (класс Л. О. Корчмара). В 2010 году он окончил Академию им. Сибелиуса по классу дирижирования (класс проф. Лейфа Сегерстама).
В 2007 году Маркку Лааксо стал первым финским дирижёром, приглашённым в Американскую Академию Дирижёрского искусства (Аспен, Колорадо, США). В 2009 году он обучался в Accademia Musicale Chigiana в Сиене (Италия) у главного дирижёра Римского оперного театра Джанлуиджи Джельметти.
Маркку Лааксо работал со многими оркестрами в Финляндии, Швеции, Италии, Великобритании, Испании, Венгрии, Австрии, Польше, Канаде и США. В России он сотрудничает с такими коллективами как Симфонический Оркестр Академической Капеллы Санкт-Петербурга, Симфонический Оркестр Госфилармонии на Кавказских Минеральных водах и Симфонический оркестр Карельской государственной филармонии.